# Ivan Lima Gomes
Ivan Lima Gomes é um pesquisador e professor de história brasileiro. Venceu o 28º Troféu HQ Mix, na categoria Melhor Tese de Doutorado.

## Biografia
Ivan se graduou em História pela Universidade Federal Fluminense (UFF) em 2007. Fez seu mestrado na Universidade Federal do Rio de Janeiro (UFRJ), em 2010, e doutorado na UFF, em 2015, ambas em História.
Em sua tese de doutorado publicou 'Os Sentidos dos Quadrinhos em Contexto Nacional-Popular (Brasil e Chile, Anos 1960 e 1970)', que foi vencedora do Troféu HQ Mix e, posteriormente, adaptada em livro.

## Obras

### Livros[3]
- GOMES, Ivan Lima (2021). História e trauma: linguagens e usos do passado. Brasil: Milfontes. ISBN 978-6586207484
- GOMES, Ivan Lima (2018). Os novos homens do amanhã: projetos e disputas em torno dos quadrinhos na América Latina. Brasil: Prismas. ISBN 978-8555079672
- GOMES, Ivan Lima (2016). Escrita, Leitura e Edição na América Latina. Brasil: PPG História-UFF. ISBN 978-8563751952 Verifique |isbn= (ajuda)

## Prêmios
- 2016 – Prêmio de Melhor Tese de Doutorado do 28º  Troféu HQ Mix[4]